# GAM (gruppo musicale)
GAM è un duo musicale giapponese. Il nome letteralmente significa "Great Aya e Miki", dal nome delle due cantanti Aya Matsuura e Miki Fujimoto.

In Inglese lo slang "gam" è usato per indicare delle gambe molto attraenti, infatti le ragazze sono conosciute per le loro gonne molto corte che indossano nelle loro performance.
Il loro singolo di debutto, "Thanks!", risale al 2006 ed ha riscosso un discreto successo. Lo segue "Melodies", scalando le classifiche anche per merito del video musicale che lo accompagna.

Nell'edizione speciale di questo si vedono le due ragazze baciarsi nella parte finale della canzone, una scena che crea molto scalpore e associa il duo immediatamente a quello russo t.A.T.u..